# Pedro Silva (calciatore 1997)
Pedro José Moreira Silva, noto semplicemente come Pedro Silva (Sintra, 13 febbraio 1997), è un calciatore portoghese, portiere dell'Alverca.

## Carriera

### Club
Cresciuto nel settore giovanile dello Sporting Lisbona, debutta con la squadra riserve l'8 agosto 2015 in occasione dell'incontro di Segunda Liga pareggiato 0-0 contro il Feirense.

### Nazionale
Ha giocato nelle nazionali giovanili portoghesi Under-17, Under-19 ed Under-20; con quest'ultima nazionale nel 2017 ha inoltre anche partecipato al Mondiale di categoria.

## Statistiche

### Presenze e reti nei club
Statistiche aggiornate all'8 maggio 2022.
| Stagione                  | Squadra                   | Campionato                | Campionato | Campionato | Coppe nazionali | Coppe nazionali | Coppe nazionali | Coppe continentali | Coppe continentali | Coppe continentali | Altre coppe | Altre coppe | Altre coppe | Totale | Totale |
| Stagione                  | Squadra                   | Comp                      | Pres       | Reti       | Comp            | Pres            | Reti            | Comp               | Pres               | Reti               | Comp        | Pres        | Reti        | Pres   | Reti   |
| ------------------------- | ------------------------- | ------------------------- | ---------- | ---------- | --------------- | --------------- | --------------- | ------------------ | ------------------ | ------------------ | ----------- | ----------- | ----------- | ------ | ------ |
| 2015-2016                 | Sporting Lisbona B        | LdH                       | 30         | -40        |                 | -               | -               |                    | -                  | -                  |             | -           | -           | 30     | -40    |
| 2016-2017                 | Sporting Lisbona B        | LdH                       | 33         | -49        |                 | -               | -               |                    | -                  | -                  |             | -           | -           | 33     | -49    |
| 2017-2018                 | Sporting Lisbona B        | LdH                       | 10         | -21        |                 | -               | -               |                    | -                  | -                  |             | -           | -           | 10     | -21    |
| Totale Sporting Lisbona B | Totale Sporting Lisbona B | Totale Sporting Lisbona B | 73         | -110       |                 | -               | -               |                    | -                  | -                  |             | -           | -           | 73     | -110   |
| 2018-2019                 | Tondela                   | PL                        | 0          | 0          | CP+CdL          | 1+3             | 0+-5            |                    | -                  | -                  |             | -           | -           | 4      | -5     |
| 2019-2020                 | HB Køge                   | 1D                        | 0          | 0          | CD              | 0               | 0               |                    | -                  | -                  |             | -           | -           | 0      | 0      |
| 2020-2021                 | Vizela                    | LdH                       | 15         | -14        | CP              | 1               | -1              |                    | -                  | -                  |             | -           | -           | 16     | -15    |
| 2021-2022                 | Vizela                    | PL                        | 19         | -29        | CP+CdL          | 2+0             | -3              |                    | -                  | -                  |             | -           | -           | 21     | -32    |
| Totale Vizela             | Totale Vizela             | Totale Vizela             | 34         | -43        |                 | 3               | -4              |                    | -                  | -                  |             | -           | -           | 37     | -47    |
| Totale carriera           | Totale carriera           | Totale carriera           | 107        | -153       |                 | 7               | -9              |                    | -                  | -                  |             | -           | -           | 114    | -162   |